# Strážná (Oderské vrchy)
Strážná (630 m n. m.) je nevýrazný kopec ve Vojenském újezdu Libavá v Oderských vrších v okrese Olomouc v Olomouckém kraji. Poblíž, na svahu Strážné, se jihozápadním směrem nachází Bílý kámen (bývalý lom, v minulosti častý výletní cíl turistů, který se natíral na bílo). V Sedle pod Strážnou, v pietním místě, se nachází torzo smírčího kříže z roku 1857. Ke Strážné se váže několik místních pověstí a příběhů.
Kopec i jeho okolí jsou, mimo vyhrazené dny, veřejnosti nepřístupné. Strážná a její okolí jsou pravidelně jedenkrát v roce cílem Cyklo-turistické akce Bílý kámen při otevření Vojenského újezdu Libavá.
Vrchol kopce je zalesněný a přístupný po lesní cestě.

## Další informace

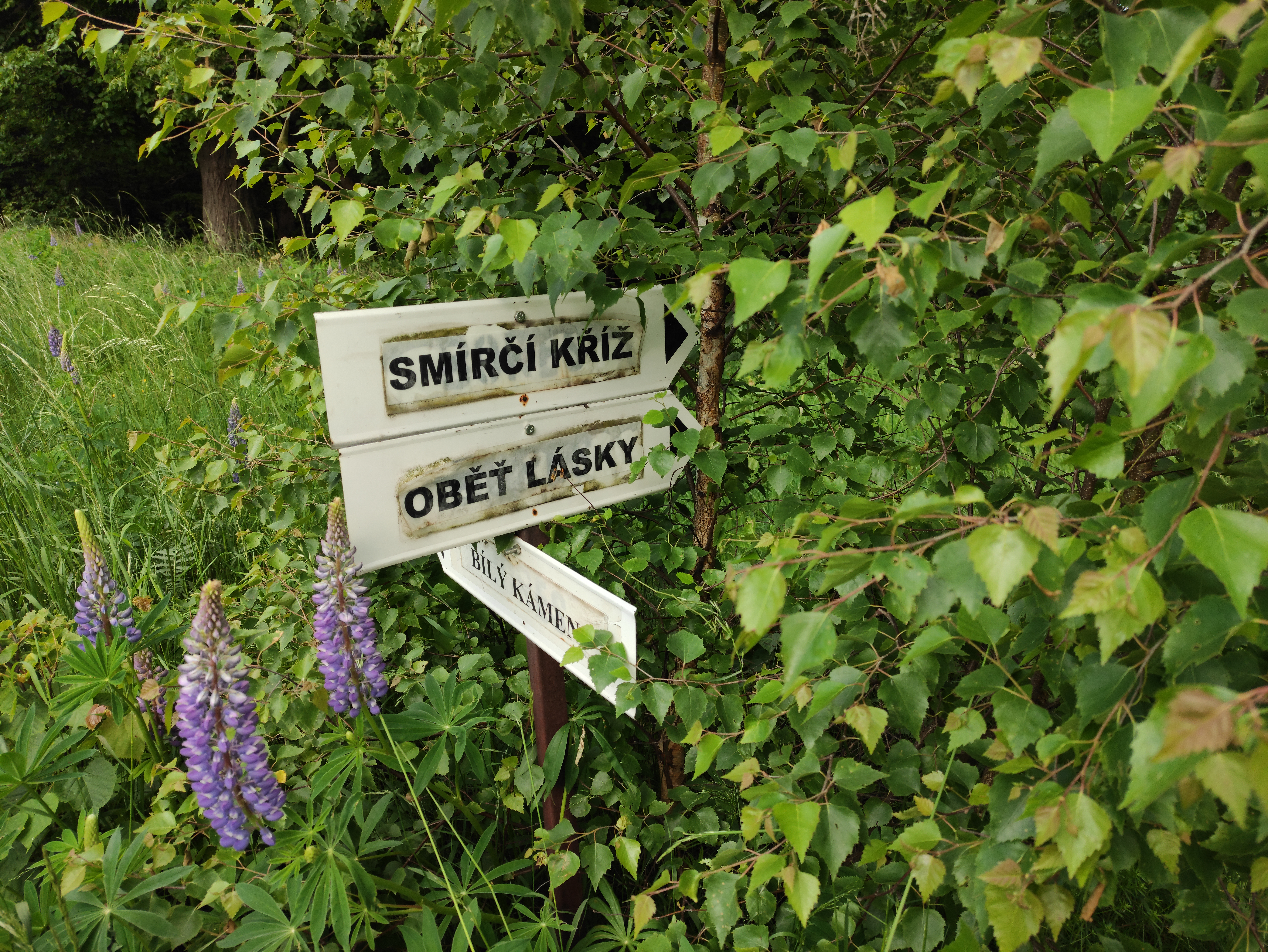
Sedlo pod Strážnou

Poblíž se nacházejí zaniklé vesnice Varhošť a Jestřabí.